# Valea Salciei (okręg Buzău)
Valea Salciei – wieś w Rumunii, w okręgu Buzău, w gminie Valea Salciei. W 2011 roku liczyła 287 mieszkańców.